# Antoni Kazimierz Tyszkiewicz
Antoni Kazimierz Tyszkiewicz (ur. 1723, zm. 12 kwietnia 1778 w Mińsku) – polski hrabia, generał lejtnant armii Wielkiego Księstwa Litewskiego.
Właściciel Łohojska otrzymanego od stryja bp. Antoniego Dominika.
Początkowo rotmistrz chorągwi pancernej. Generał od 1776, dowódca 1 Brygady Kawalerii Narodowej Wielkiego Księstwa Litewskiego. Poseł województwa mińskiego na sejm konwokacyjny 1764 roku. Członek Komisji Wojskowej Wielkiego Księstwa Litewskiego w 1766 roku.